# Chris Madsen
Pour les articles homonymes, voir Madsen.
Chris Madsen Rørmose, ou plus simplement Chris Madsen (né le 25 février 1851 au Danemark et mort le 9 janvier 1944  à  Guthrie, en Oklahoma) est un homme de loi de l'Ouest américain, connu comme étant l'un des Trois gardiens de la loi, nom donné à Madsen et deux autres US Marshals adjoints qui furent responsables de l'arrestation et/ou de la mort de plusieurs hors-la-loi de l'époque de la conquête de l'Ouest. Les Trois gardiens de la loi étaient Chris Madsen, Bill Tilghman, et Thomas Heck,.

## Biographie
Chris Madsen est né Christen Madsen Rørmose au Danemark. Après l'obtention de son diplôme à l'École agricole de Kauslunde, le brillant jeune homme se lança dans une carrière criminelle, ce qui lui valut plusieurs condamnations pour fraude et falsification,.
Par la suite, il revendiquera (sans preuve) avoir servi dans l'armée danoise ainsi que la Légion étrangère.
Lors de son émigration vers les États-unis en 1876, il renonça à son nom de famille, Rørmose.
En arrivant dans la ville de New York, Madsen s'est enrôlé dans l'armée américaine le 21 janvier 1876, et servit durant quinze ans au 5e Régiment de cavalerie. Il était sergent fourrier et prit part à de nombreuses campagnes contre les Indiens. Plus tard, en 1883, il fut guide du Président Chester A. Arthur à Yellowstone.

## Carrière policière
Libéré le 10 janvier 1891, Madsen devint alors US Marshal adjoint sous les ordres du Marshal William Grimes en Oklahoma puis de E. D. Nix. Il avait rejoint le US Marshals service en tant qu'adjoint, affecté au vaste Territoire de l'Oklahoma. Plus de 300 hors-la-loi furent soit arrêtés soit tués par Madsen, Thomas et Tilghman, d'où leur surnom de Trois gardiens de la loi. Ces trois représentants de la loi furent en grande partie responsables de la chute des hors-la-loi Bill Doolin et son gang des Doolin Dalton. Madsen a été personnellement responsable de le mort des membres du gang Doolin Dan "Dynamite Dick" Clifton, George "Rouge Buck" Waightman, et Richard "Little Dick" West.
En 1898, il a rejoint le Theodore Roosevelt' Rough Riders, en tant que sergent fourrier. Après la guerre hispano-américaine, Madsen retourna en Territoire indien, et servit de nouveau comme US Marshal adjoint. En 1911, il fut nommé Marshal des États-Unis pour l'ensemble de l'État de l'Oklahoma. Un peu plus tard, alors qu'il avait la soixantaine, il fut nommé chef de la police de la ville d'Oklahoma City. De 1918 à 1922, il servit comme enquêteur spécial pour le gouverneur de l'Oklahoma. Il s'établit par la suite à Guthrie, Oklahoma et, au début de la Première Guerre mondiale, il a essayé de s'enrôler dans l'armée américaine, mais fut refusé en raison de son âge.

## Vie personnelle
Il était marié à Margaret Bell Morris (1871-1898) avec qui il eut deux enfants, Marion (1889) et Christian (1890). Chris Madsen est décédé à l'âge de quatre-vingt-trois ans à Guthrie, Oklahoma, et a été enterré dans le Frisco Cimetière à Yukon, Oklahoma,.